# 大日機工
大日機工株式会社（だいにちきこう）は、大阪府守口市に本社を置く機械器具専門商社である。

## 概要
- 社号　大日機工株式会社
- 沿革
  - 1952年（昭和27年）10月1日　諸泉巌が大阪市北区本庄東に諸泉商店として創業
  - 1956年（昭和31年）6月4日　大日機工株式会社　設立
  - 1991年（平成3年）代表取締役社長に諸泉雅司就任

- 代表者　代表取締役社長　諸泉雅司
- 本社　大阪府守口市佐太中町3-15-12

## 事務所
大阪営業所、仙台営業所、滋賀営業所　篠山営業所

## 事業内容
工作機械、切削工具、産業設備機器、産業用ロボット、OA機器等の販売